# Сі Джей Гантер
Котрелл Джеймс «Сі Джей» Гантер III (англ. Cottrell James "C. J." Hunter III; нар. 14 грудня 1968 — пом. 28 листопада 2021) — американський легкоатлет, який спеціалізувався на штовханні ядра.
Упродовж 1998—2002 був жонатий на Меріон Джонс (нар. 1975) — дворазовій чемпіонці світу з бігу на 100 метрів (1997, 1999).

## Спортивні досягнення
Фіналіст (7-е місце) олімпійських змагань зі штовхання ядра (1996).
Чемпіон світу зі штовхання ядра (1999). Бронзовий призер чемпіонату світу зі штовхання ядра (1997).
Срібний призер чемпіонату світу в приміщенні зі штовхання ядра (1995).
Переможець змагань зі штовхання ядра на Кубку світу (1994).
Чемпіон (1995) та бронзовий призер (1991) Панамериканських ігор зі штовхання ядра.
Чемпіон США зі штовхання ядра (1994).
Чемпіон США в приміщенні зі штовхання ядра (1995).

## Допінг
У березні 2001 був дискваліфікований на 2 роки за порушення антидопінгових правил через виявлення в організмі забороненої речовини (нандролону).